# Vingarne
Vingarne (trad. Asas) é um filme mudo sueco de 1916 dirigido por Mauritz Stiller, e estrelando Nils Ashter, Egil Eide, Lars Hanson, e Lili Bech. É baseado no romance Mikaël de Herman Bang escrito em 1902. Um dos primeiros filmes com temática gay, também é notável por seu uso de uma narrativa moldura e por mostrar a maior parte da história através de flashbacks.

## Sinopse
O filme possui duas narrativas em uma quebra da quarta parede.
Na primeira narrativa, cortada em exibições fora da Suécia, o diretor Mauritz Stiller tem a ideia para um novo filme. Ele encontra um jovem para fazer o papel principal, e filma as primeiras cenas onde o ator Nils Asther contracena com Lili Bech. Vendo a filmagem, Stiller fica insatisfeito com o resultado, e troca Asther por Lars Hanson, um ator mais conhecido. O filme estréia no cinema Röda Kvarn, em Estocolmo, com Lili Bech, Lars Hanson e Nils Asther no salão. 
Na segunda narrativa, o escultor Claude Zoret idealiza uma escultura, intitulada As Asas. Ele conhece um jovem pintor, Eugène Mikael, e acredita que ele encarna perfeitamente a imagem de 'Ícaro'. Zoret se aproxima de Mikael, praticamente o adotando, e o faz o modelo para sua escultura.
O jovem acaba se apaixonando pela princesa Lúcia de Zamikow, a noiva de Zoret. Para ficar com a princesa carente, Mikael vende a escultura da qual ele era modelo, a qual ele havia prometido nunca se separar à Zoret. O pintor vai até a princesa em estado de agitação e pede que Mikael volte para ele.
Este triângulo amoroso chega ao fim quando Zoret morre de solidão e o agora arrependido Mikael termina com Lucia. 

## Sobre
O esboço de Vingarne foi idealizado pelo colaborador de longa data de Stiller, Axel Esbensen, que depois de ler o romance de Bang escreveu um roteiro intitulado "The Painter". Assim como Stiller e Nils Asther, Esbensen era homossexual. No romance original, uma pintura é o centro de tudo, mas Stiller determinou que a pintura deveria ser substituída por uma escultura. As filmagens ocorreram no estúdio do Swedish Cinema Theatre em Lidingö, no cinema Röda Kvarn, Lärkstaden em Estocolmo, e no terraço do Restaurang Foresta em Lidingö. 
O filme estreou em 24 de Setembro de 1916 no cinema Röda Kvarn , em Estocolmo. Na Dinamarca, o filme se tornou um fracasso do público. Durou apenas três dias no cinema Metropolteatret, em Copenhague. 
O romance de Bang foi adaptado novamente oito anos depois, em 1924, pelo diretor dinamarquês Carl Th Dreyer para a produtora de cinema alemã Decla-Bioscop, o filme alemão se chama Michael e segue a história de Bang com muito mais fidelidade do que o filme de Stiller. Nos últimos anos, no entanto, Vingarne ganhou fama como o primeiro longa-metragem de temática homoerótica.
Acreditava-se que todas as cópias do filme haviam desaparecido, mas em 1987 foi encontrada uma cópia sem cartões de texto que foi restaurada e agora tem uma cópia no arquivo de filmes do Instituto de Cinema Sueco. 

## Elenco
- Egil Eide - Claude Zoret, artista
- Lars Hanson - Eugène Mikael, jovem pintor
- Lili Bech - Lucia de Zamikow, princesa
- Albin Lavén - Charles Schwitt, amigo de Zoret
- Bertil Junggren - artista amigo de Zoret
- Julius Hälsig - artista amigo de Zoret
- Alfred Lundberg - artista amigo de Zoret
- Thure Holm - o médico
- Nils Asther
- Mauritz Stiller
- Julius Jaenzon
- Axel Esbensen